# Emma Berglund
Emma Sofia Berglund (født 19. december 1988) er en svensk fodboldspiller, der spiller som forsvarsspiller for Kopparbergs/Göteborg FC i Damallsvenskan og for Sveriges landshold. Fra 2017 til 2019 spillede hun for Paris Saint-Germain i den franske Division 1 Féminine

## Meritter

### Klub
Umeå IK
- Damallsvenskan: 2006, 2007, 2008
- Svenska Cupen: 2007
- Svenska Supercupen: 2007, 2008

FC Rosengård
- Damallsvenskan: 2015
- Svenska Cupen: 2016
- Svenska Supercupen: 2015, 2016

Kopparbergs/Göteborg FC
- Damallsvenskan: 2020

### Landshold
- Sommer-OL: Sølvmedalje, 2016